# Кастро Зизо
Клевис Бега (род. 21 мая в 1984 в г. Люшня, Албания), известный как Кастро Зизо — албанский певец, автор песен, актёр, телеведущий и танцор. Он страстно увлекается астрофизикой.
Бега дебютировал в фильме «Фармакон», сыграв главную роль Бранко, и был удостоен премии "Оскар" за лучший фильм на иностранном языке на 85-й церемонии вручения премии «Оскар».

## Карьера
Бега выступал с песнями Maca, Grl Zrbcnk, Pa faj, Dite dites, Silazhi, Kokashta, Papalove и Wawaz. Он хорошо знает электрический подход к музыке, пишет социально значимые слова с сатирическим подтекстом на лирическую мелодию, комбинируя её со своими вокальными данными тенора. Он начал выступления в 2000 году, и начал своё выступление с песни Silazhi.
На счету Клевиса дебют в албанской драме «Фармакон», где он сыграл главную роль Бранко. Эта роль подверглась критике, и он был отправлен на различные проекты, начиная с 2012 года, включая Artan, Pa fan, Black Man and Amnesity. Он один из наиболее известных албанских поющих актёров, чей голос дублировал Губки Боб]в албанской версии мультфильма Губка Боб Квадратные Штаны. Также он дублировал роли в таких фильмах, как Человек-паук 2, В поисках Немо, Облачно, возможны осадки в виде фрикаделек, Корпорация монстров, Гадкий я, Шрек и Холодное сердце (снеговик Олаф). Также он озвучил пожилого Симбу в албанской версии мультфильма Король Лев.
Зизо на албанском телевидении известен как телеведущий. Он часто участвует в шоу Zone e lire с 2012 года, Top Show Albania с 2010 года и Thurje с 2015 года, где он постоянно дискутирует по новостям Албании и мира. В Thurje повторяются оставшиеся темы астрофизики и философии, которые интересны ему. В 2016 году он принял участие в албанской версии известного реалити-шоу Один в один!, где выступал в образе таких знаменитостей, как Кончита Вурст, Лучо Далла, Азис, Elita 5 и многих других.
В 2023 году он был выбран для участия в Festivali i Këngës 62 с песней "2073".

## Личная жизнь
Зизо живёт в Тиране со своей женой Эрой и двумя детьми: Данкан (род. 2005) и Ниа (род. 2009). Его сын, Данкан, фигурирует в центре событий выпуска 2014 года Papalove, где Бега выражает ему отцовскую любовь. В 2020 году он объявил о рождении своего третьего ребенка, мальчика по имени Данте. 

## Дубляжи

### Роли в кино
| Год  | Фильм                                      | Роль                                             | Примечания       |
| ---- | ------------------------------------------ | ------------------------------------------------ | ---------------- |
| 2001 | Король Лев                                 | Взрослый Симба                                   |                  |
| 2003 | Корпорация монстров                        | Майк Вазовски                                    | Албанская версия |
| 2003 | Шрек                                       | Осёл                                             | Албанская версия |
| 2003 | В поисках Немо                             | Марлин                                           | Албанская версия |
| 2004 | Человек-паук 2                             | Питер Паркер                                     | Албанская версия |
| 2004 | Шрек 2                                     | Осёл                                             | Албанская версия |
| 2005 | Мадагаскар                                 | Марти                                            | Албанская версия |
| 2007 | Шрек 3                                     | Осёл                                             | Албанская версия |
| 2007 | Би Муви: Медовый заговор                   | Адам Флейман                                     | Албанская версия |
| 2008 | Хортон                                     | Хортон                                           | Албанская версия |
| 2008 | Мадагаскар 2                               | Марти                                            | Албанская версия |
| 2008 | Кунг-фу панда                              | Мастер Обезьяна                                  | Албанская версия |
| 2009 | Облачно, возможны осадки в виде фрикаделек | Обезьяна Стив                                    | Албанская версия |
| 2009 | Монстры против пришельцев                  | Доктор Таракан                                   | Албанская версия |
| 2010 | Мегамозг                                   | Метромен                                         | Албанская версия |
| 2010 | Гадкий я                                   | Миньоны                                          | Албанская версия |
| 2010 | Шрек навсегда                              | Осёл                                             | Албанская версия |
| 2011 | Рио                                        | Педро                                            | Албанская версия |
| 2011 | Кунг-фу панда 2                            | Мастер обезьяна                                  | Албанская версия |
| 2012 | Мадагаскар 3                               | Марти                                            | Албанская версия |
| 2012 | Ральф                                      | Мастер Феликс-мл., М. Байсон                     | Албанская версия |
| 2013 | Университет монстров                       | Майк Вазовски                                    | Албанская версия |
| 2013 | Облачно... 2: Месть ГМО                    | Обезьяна Стив                                    | Албанская версия |
| 2013 | Турбо                                      | Турбо                                            | Албанская версия |
| 2013 | Холодное сердце                            | Олаф                                             | Албанская версия |
| 2014 | Рио 2                                      | Педро                                            | Албанская версия |
| 2015 | Миньоны                                    | Боб, Стив, Кевин, Стюарт, Джерри, Джимми, Джеймс | Албанская версия |
| 2015 | Головоломка                                | Гнев                                             | Албанская версия |
| 2016 | Кунг-фу панда 3                            | Мастер Обезьяна                                  | Албанская версия |
| 2018 | Ральф 2                                    | Мастер Феликс-мл.                                | Албанская версия |
| 2018 | Гринч                                      | Гринч                                            | Албанская версия |

### Роли на телевидении
| Год  | Фильм                      | Роль                                        | Примечания       |
| ---- | -------------------------- | ------------------------------------------- | ---------------- |
| 2004 | Покемон                    | Брок, Профессор Оук                         | Албанская версия |
| 2005 | Губка Боб Квадратные Штаны | Губка Боб, Сквильям Фэнсисон, другие голоса | Албанская версия |
| 2006 | Кураж — трусливый пёс      | Фред, Котц, Братья Гуси                     | Албанская версия |
| 2006 | Эд, Эдд и Эдди             | Эд                                          | Албанская версия |
| 2010 | Время приключений          | Джейк Пёс, Принц Гамболл, другие голоса     | Албанская версия |
| 2013 | Пингвины Мадагаскара       | Доктор Блоухол                              | Албанская версия |